# Nyctibora laevigata
Nyctibora laevigata är en kackerlacksart som först beskrevs av Palisot de Beauvois 1805.  Nyctibora laevigata ingår i släktet Nyctibora och familjen småkackerlackor. Inga underarter finns listade i Catalogue of Life.